# Mainland (Shetland)
Mainland is een eiland behorend bij de Shetlandeilanden en onderdeel van Schotland. Het eiland is het grootste van de eilandengroep en is gelegen in de Noordzee aan de grens met de Atlantische Oceaan. De grootste stad op het eiland is Lerwick, gelegen in het zuidoostelijke deel van het eiland. Er wonen 17.750 mensen.

## Functie en oppervlakte

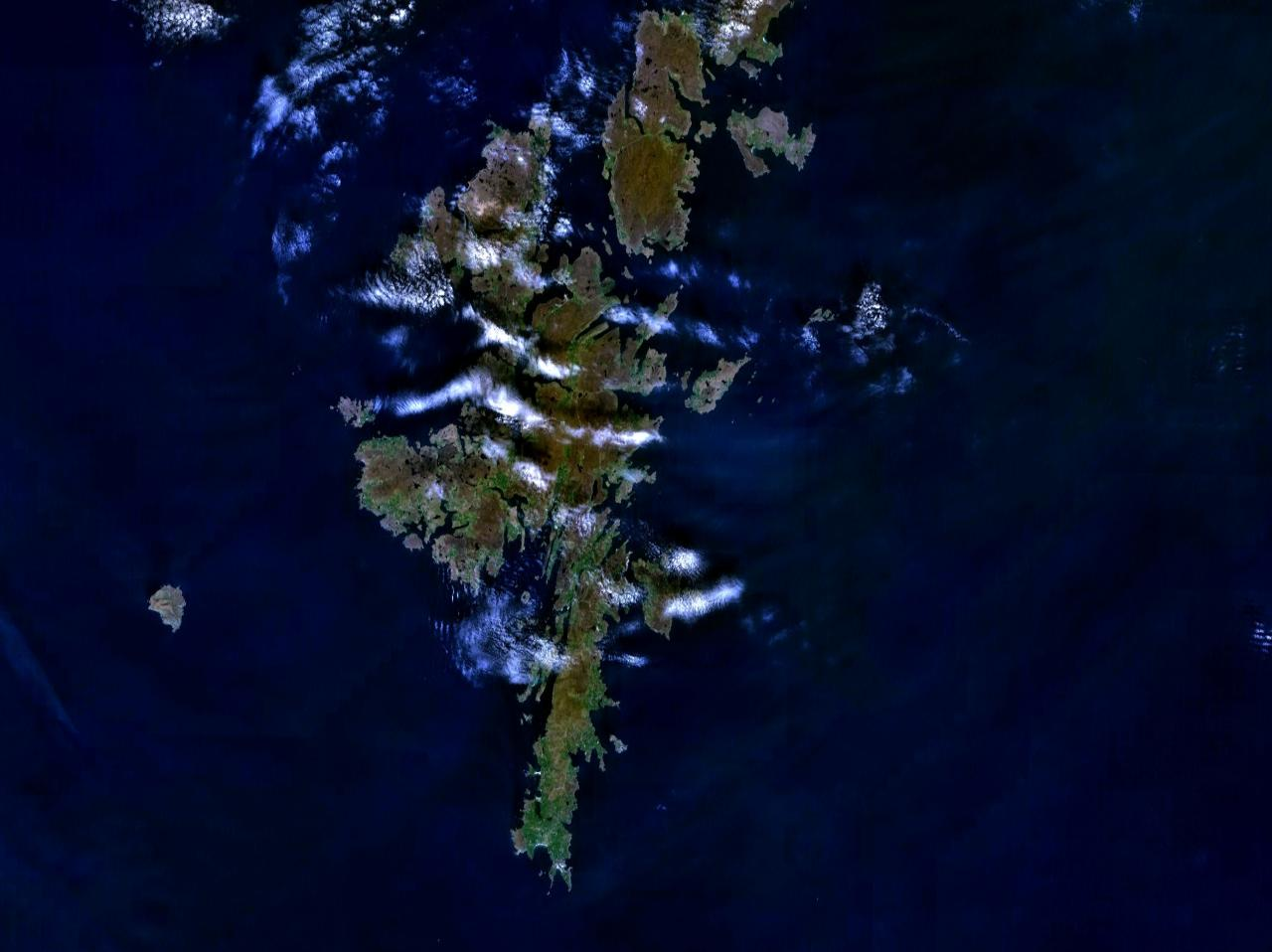
Satellietfoto

Het is het centrum van de bootverbindingen en luchtverbindingen van de eilandengroep. De oppervlakte is 971 vierkante kilometer en het is het op twee na grootste eiland van Schotland na Lewis with Harris en Skye.

## Bezienswaardigheden
Jarlshof was een nederzetting in de brons- en ijzertijd, Vikingentijd en middeleeuwen. Er zijn uitgestrekte heidegebieden en een aantal belangrijke archeologische vindplaatsen. Aan de noordkant bevinden zich imposante klippenformaties.
- Stanydale 'Temple', een neolithische hal en nederzetting
- Scord of Brouster, een neolithische nederzetting
- Old Scatness, een broch uit de IJzertijd, met daarbij een nederzetting uit latere periodes
- Clickimin Broch in Lerwick
- Ness of Burgi
- Scalloway Castle in Scalloway
- Fort Charlotte in Lerwick
- The Hollanders' Graves, een grafmonument bij Ronas Voe
- St Magnus Church nabij Tingwall Kirk
- St Mary's Chapel (Sand)
- St Olaf's Church (Voe)
- Esha Ness Lighthouse, een vuurtoren
- Cross Kirk (Eshaness)

## Indeling

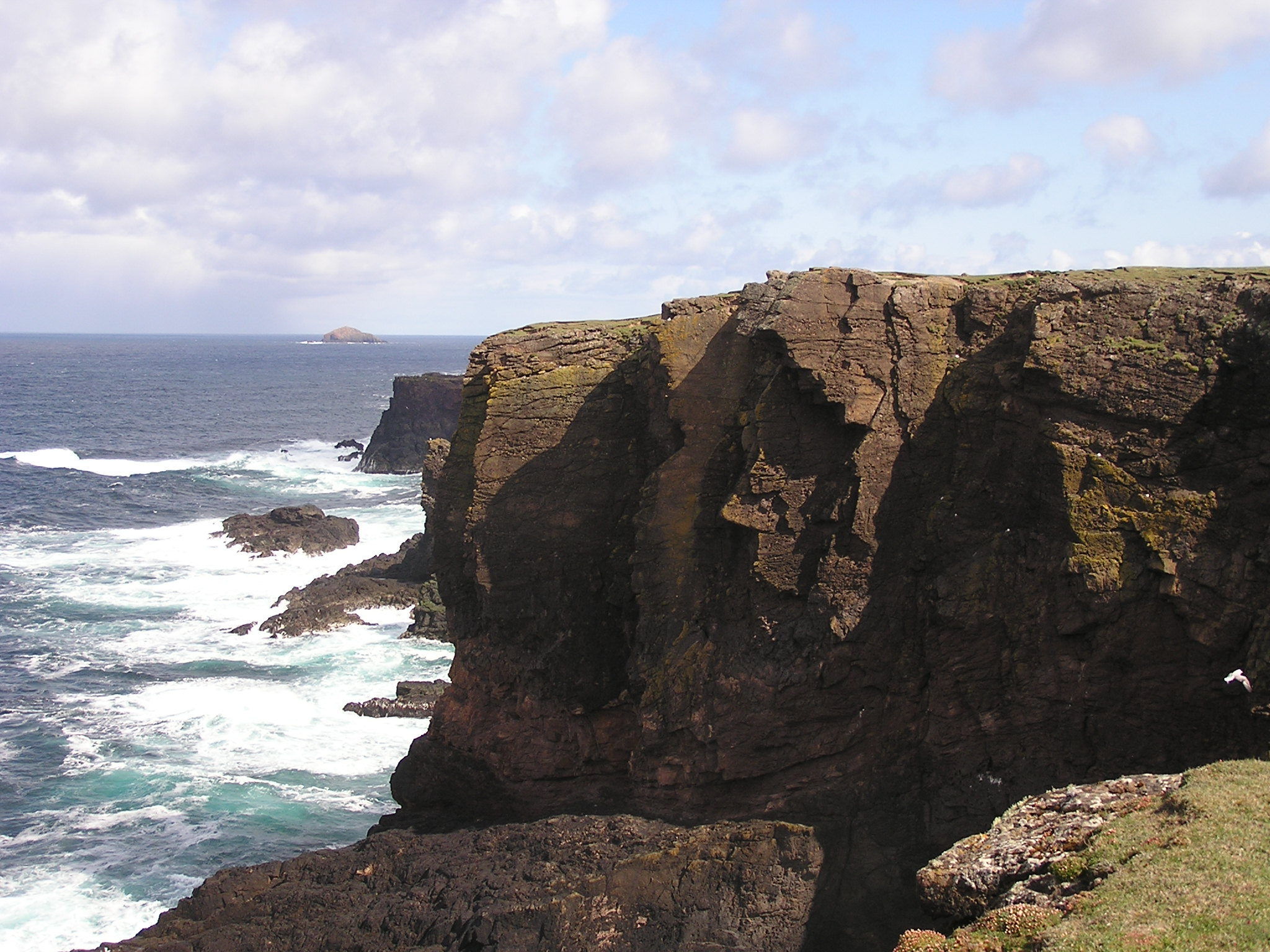
Klippen bij Eshaness in het noorden

Het eiland kan in vier secties verdeeld worden:
- Het lange South Mainland, een schiereiland ten zuiden van Lerwick heeft een mengeling van heidevelden en landbouwgebied en hier bevinden zich archeologische vindplaatsen bij de plaatsen Bigton, Sandwick, Scalloway en Sumburgh.
- Het in het midden gelegen Central Mainland bestaat uit landbouwgebied en een aantal productiebossen.
- Het westelijk gelegen West Mainland met de plaatsen Aith en Walls.
- Het noordelijk gelegen North Mainland met daarbij het grote Northmavine schiereiland, verbonden door een nauwe isthmus bij Mavis Grind, is een ongerept gebleven gebied met veel heidevelden en kliffen aan de kust. Hier bevindt zich tevens de olieterminal van Sullom Voe die een belangrijke bron van werkgelegenheid voor de bevolking is. De plaatsen hier zijn Brae, North Roe en Vidlin.

## Transport
Er zijn veerverbindingen met de meeste eilanden, zoals met Yell en Mousa. NorthLink Ferries verzorgt een dagelijkse veerverbinding met Aberdeen op het Schotse vasteland, die meermaals per week ook een tussenstop maakt op de Orkneyeilanden.
Op het eiland bevinden zich twee vliegvelden, de belangrijkste, Sumburgh Airport ligt op de zuidelijkste tip van Mainland, en is meer dan dertig kilometer verwijderd van de belangrijkste nederzetting, Lerwick. De luchthaven wordt bediend door Loganair. Daarnaast, slechts enkele kilometers verwijderd van Lerwick, is er Tingwall Airport, een luchthaven die enkel gebruikt wordt voor vluchten tussen de Shetlandeilanden.